# 亞洲公路25號線
亞洲公路25號線（英語：Asian Highway 25），編號，又名蘇門答臘縱貫公路，是亞洲公路網系統中的一條通過東南亞印尼蘇門答臘島及爪哇島的道路。其線路全長約2,540公里，起點位於亞齊特區班達亞齊，在穿越整個蘇門答臘島至巴喀海尼港後，直接橫跨巽他海峽到達位於爪哇島萬丹省的終點默拉克港，接亞洲公路2號線。

## 主經城市
亞洲公路25號線全線位於印尼境內，共通過7個省級行政區，包括亞齊特區、北蘇門答臘省、廖內省、占碑省、南蘇門答臘省、楠榜省及萬丹省。以下是亞洲公路65號線主要途經城市：

### 亞齊特區
- 班達亞齊

### 北蘇門答臘省
- 棉蘭
- 直名丁宜

### 廖內省
- 杜邁
- 北干巴魯

### 占碑省
- 占碑

### 南蘇門答臘省
- 巨港

### 楠榜省
- 班達楠榜
- 巴喀海尼港

### 萬丹省
- 默拉克港（英语：Port of Merak）

## 相接道路
亞洲公路25號線於默拉克港與亞洲公路2號線交會。另外，亞洲公路25號線全線基本與蘇門答臘縱貫公路共線，不過蘇門答臘縱貫公路較亞洲公路25號線長，長度達2,865公里。印尼政府還預計在2019年前，再通車203公里之道路。

## 外部連結
- Google地圖（页面存档备份，存于）